# Wladimir Michailowitsch Mjassischtschew
Wladimir Michailowitsch Mjassischtschew (russisch Владимир Михайлович Мясищев, wiss. Transliteration Vladimir Michajlovič Mjasiščev; * 15. Septemberjul. / 28. September 1902greg. in Jefremow; † 14. Oktober 1978 in Moskau) war ein sowjetischer Flugzeugkonstrukteur.

## Leben
1918 schloss er die Realschule ab und studierte ab 1920 an der Technischen Hochschule (damals MWTU/MHTS) in Moskau, die er 1926 als Ingenieur abschloss. Zwischenzeitlich arbeitete er zusammen mit Wladimir Klimow an der Schukowski-Akademie an der Entwicklung von Flugtriebwerken.
Ab 1936 arbeitete er zunächst am Zentralen Aerohydrodynamischen Institut (ZAGI) in der AGOS-Abteilung Tupolews unter der Leitung Petljakows an der Entwicklung von Tragflügeln für die Großflugzeuge TB-1, TB-3, ANT-16/TB-4 und ANT-20. Seit den 1930ern entwarf er als Chefkonstrukteur unter anderem das Torpedoflugzeug ANT-41 und den Bomber M-2/DWB-102. Ebenso war er an den Produktionsvorbereitungen für die Lissunow Li-2 von Boris Lissunow beteiligt.

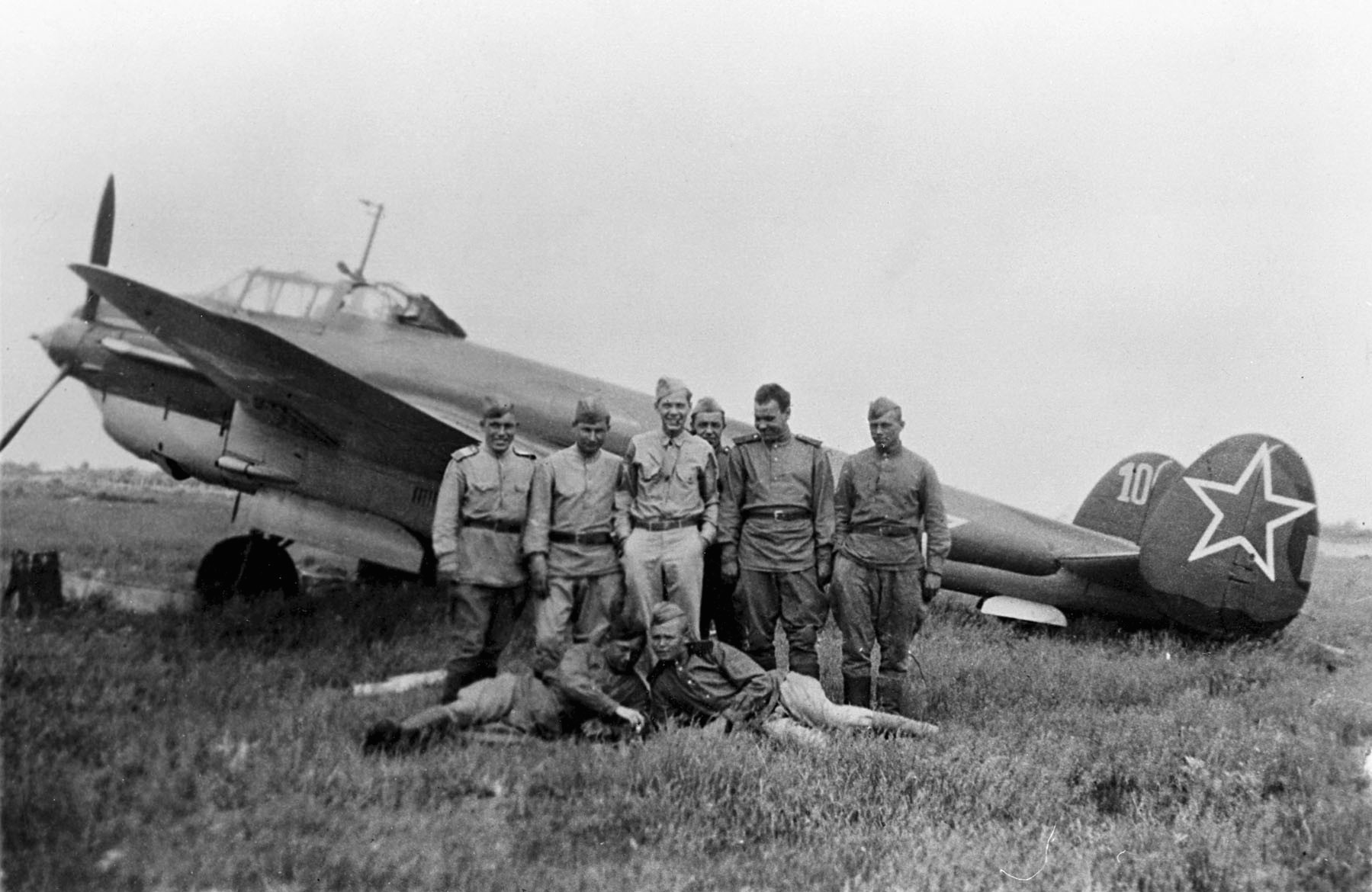
Pe-2, 1944

Mjassischtschew fiel der Säuberungswelle in der Sowjetunion zum Opfer, wurde am 4. Januar 1938 festgenommen, am 28. Mai wegen angeblicher Sabotage zu zehn Jahren Arbeitslager verurteilt und dem Sonderkonstruktionsbüro KB-29 zugeteilt, wo er zusammen mit anderen Konstrukteuren unter Haftbedingungen Flugzeuge entwerfen musste. Zwei Jahre später wurde er am 25. Juli 1940 zusammen mit Wladimir Petljakow vorzeitig freigelassen, um gemeinsam mit diesem im Moskauer Werk Nr. 22 die Serienfertigung der Pe-2 zu organisieren. Das Werk wurde im Oktober 1941 beim Herannahen der deutschen Truppen samt seiner Belegschaft nach Kasan evakuiert. Nach Petljakows Unfalltod im Januar 1942 wurde Mjassischtschew zu dessen Nachfolger und Chefkonstrukteur des Pe-2-Herstellungsbetriebes ernannt und schuf verbesserte Versionen dieses Typs. 1944 wurde er zum Generalmajor befördert. 1945 folgte der vierstrahlige Bomber RB-17.
Am 24. März 1951 wurde er zum Leiter des Experimentellen Konstruktionsbüros W. M. Mjassischtschew, kurz OKB-23, ernannt.  Sein bekanntestes Flugzeug dürfte der dort entwickelte und ab 1951 gebaute Langstreckenbomber M-4 sein. Schließlich wurde 1961 der Überschallbomber M-50 vorgestellt. Da diesem und anderen Folgeprojekten aber kein Erfolg beschieden war, wurde das OKB im Herbst 1966 geschlossen und zum Experimental-Maschinenwerk W. M. Mjassischtschew (russisch Экспериментальный машиностроительный завод им. В. М. Мясищева, EMS) umgebildet. Dort entstand als seine letzte Flugzeugkonstruktion der Höhenaufklärer M-17, dessen Vollendung Mjassischtschew allerdings nicht mehr erlebte.
Mjassischtschew war außerdem Professor für Flugzeugbau am Moskauer Luftfahrtinstitut. Für die Entwicklung der M-4 erhielt er 1957 den Leninpreis. Von 1960 bis 1967 leitete er das ZAGI.
Mjassischtschew war Träger des Ordens der Oktoberrevolution und dreifacher Träger des Leninordens.